# Opisthodonta morena
Opisthodonta morena är en ringmaskart som beskrevs av Langerhans 1879. Opisthodonta morena ingår i släktet Opisthodonta och familjen Syllidae. Inga underarter finns listade i Catalogue of Life.